# 羽下晃生
羽下 晃生（はが あきお、1966年7月8日 - ）は、日本の自動車技術者、レーシングカー・デザイナー。静岡県静岡市出身。
主にフォーミュラ1カーの設計に携わり、F1チーム「ジョーダン」「MF1」「スパイカー」「フォース・インディア」「レーシング・ポイント」「アストンマーティンF1」の要職を歴任している。

## 略歴

### トムス時代
幼少期のいわゆるスーパーカーブームがきっかけで車に興味を持ち出し、1976年のF1世界選手権イン・ジャパン（日本グランプリ）を契機にF1にも関心を抱く。高校生時代はオートバイレーサーを目指した時期もあったが、大きな事故に遭いその道を断念、技術者を目指すこととなる。
東京学芸大学機械工学科を卒業後、日本のモータースポーツ企業トムスに入社。エンジニア・メカニックとしての下積み経験の後、1993年に当時のフォーミュラ3（F3）用シャシーであるトムス・033F/034Fの設計に参画。その後トムスのイギリス法人であるトムスGBに移ることになり、イギリスで引き続きレーシングカーの開発に関わった。

### F1時代
1998年にトムスGBがアウディに売却されたのを期にトムスを退社、ジョーダン・グランプリに移る。ジョーダンではジョーダン・199で冷却系・排気系の設計に関わったのを契機に、徐々にマシン全体の設計にも関わるようになり、ジョーダンがMF1レーシング→スパイカーF1を経てフォース・インディアとなった2007年にプロジェクトリーダー（デザインディレクター）に就任した。日本人として（日本国外の）F1コンストラクターでチーフデザイナー相当の役職に就いたのは羽下が史上初。
フォース・インディアでは2チームのデザインチームが1年交代でマシンの設計を行う体制が取られているため、羽下はその片方のリーダーとして、以後VJM01を皮切りに同チームのF1マシンの開発を率いる。そして2018年半ばから同チームを継承したレーシング・ポイント（後にアストンマーティンF1に改称）でも、同デザインディレクターを務めている。
2020年シーズン用に開発した「レーシング・ポイント RP20」が第16戦サヒールGPにてチーム初優勝を果たし、勝利に大きく貢献した。

## 人物
基本的にはファクトリー詰めの勤務体制のため、ファクトリーの近くで開催されるイギリスGPを除き、F1のレース現場にはほぼ顔を出さない。そのせいもあって、メディアに登場することは少ない人物である。